# Joan Genís Peres
Joan Genís Peres, Joan Genís Peris, Genís Peres o Ginés Pérez de la Parra (Oriola, c.1548 - 1600?) fou compositor i músic valencià del Renaixement.

## Biografia
Fou nomenat mestre de capella de la catedral d'Oriola fins al 1581. Fins al 1585 regí la capella musical de la catedral de València, on va tenir com a deixeble Jeroni Felipe. Del 1595 al 1600 residí a Oriola i des d'aquest any s'ignora la seva activitat.

## Obres
La seua música és plenament autòctona i va tindre una gran acceptació en moltes catedrals espanyoles, encara que actualment moltes de les seues composicions estiguen incompletes, com ara la llarga col·lecció que hi ha a Saragossa; fins i tot el seu mateix nom és totalment alterat.
Tot i que moltes de les seves obres han desaparegut, s'han conservat uns salms: Laetatus sum; In exitu Israel; Ad Dominum cum tribularer; Levavi oculos meos; De profundis; Confitebor tibi, Domine; Dilexi quoniam exaudiet, tots ells per a quatre veus. Altres obres d'ell són un Magnificat, Gloria laus, Parce mihi, Domini Miseremini fidelis i el motet Domine Deus, totes per a cinc veus. També s'han conservat uns Versicles de Tertia, unes Vespres i un Magnificat per a doble cor. Va compondre alguns fragments polifònics per al misteri o festa d'Elx.

## Media
- Luget Judea. Retrobem la nostra música, CD nº 20.
- Ululate, Pastores. Retrobem la nostra música, CD nº 20.
- Salve, Regina. Retrobem la nostra música, CD nº 20.
- Càntic de Zacaries: «Benedictus». Salm a 4v. alternat. Registre audiovisual d'accés lliure de la Seu Valentina.[3]
- Gloria, Laus et honor. Himne processional a 5v. per al Diumenge de Rams. Registre audiovisual d'accés lliure de la Seu Valentina.[4]
- Miseremini fideles animarum. Registre audiovisual d'accés lliure de la GV Institut Valencià de Cultura - Música[5]